# Щибали-Ґіжицькі
Щибали-Ґіжицькі (пол. Szczybały Giżyckie, нім. Schönballen) — село в Польщі, у гміні Ґіжицько Гіжицького повіту Вармінсько-Мазурського воєводства.
Населення — 192 особи (2011).
У 1975-1998 роках село належало до Сувальського воєводства.

## Демографія
Демографічна структура станом на 31 березня 2011 року:
|          | Загалом | Допрацездатний вік | Працездатний вік | Постпрацездатний вік |
| -------- | ------- | ------------------ | ---------------- | -------------------- |
| Чоловіки | 99      | 24                 | 69               | 6                    |
| Жінки    | 93      | 16                 | 60               | 17                   |
| Разом    | 192     | 40                 | 129              | 23                   |